# Casparus Barlaeus
Casparus Barlaeus (Antwerpen, 12 februari 1584 - Amsterdam, 14 januari 1648) was een Zuid-Nederlands predikant, schrijver en dichter, die vooral in het Latijn schreef. Hij latiniseerde zijn Nederlandse naam Kaspar (of Caspar) van Baerle naar Casparus Barlaeus.

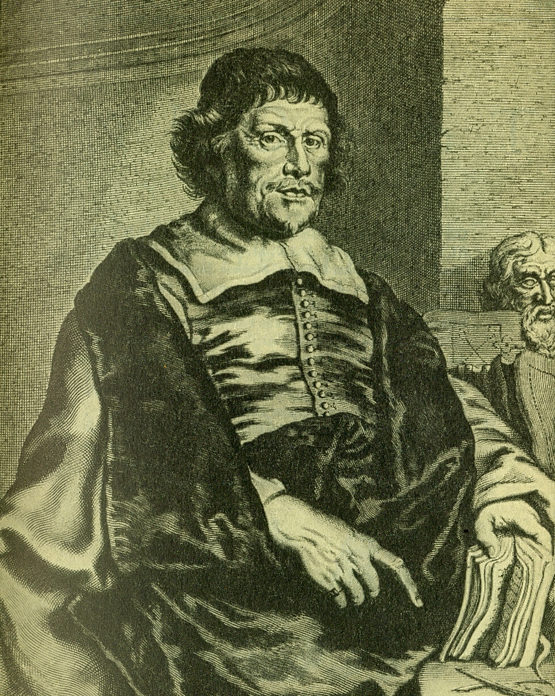
Casparus Barlaeus

## Levensloop
De ouders van Barlaeus waren Caspar van Baerle en Cornelia Eerdewijns. De vader van Barlaeus was griffier in Antwerpen. Toen deze stad door de hertog van Parma werd ingenomen, vertrok het gezin naar Zaltbommel. Barlaeus was toen één jaar oud. Barlaeus' vader overleed in 1595. Hij was toen rector aan de Latijnse school.
Van Baerle werd predikant aan de Leydsche hoogeschool. In 1608 werd hij hervormd predikant in Nieuwe-Tonge, op het eiland Goeree-Overflakkee, waar hij  vier jaar verbleef. In 1610 trouwde hij met Barbara Sayon uit Brugge, die de Spanjaarden ook ontvlucht was. In 1612 werd hij aangesteld als onderregent van het Staten Collegie te Leiden. Vanaf 1617 werd hij tevens hoogleraar in de logica te Leiden. Van Baerle koos in de heftige kerkgeschillen van die tijd de zijde van de remonstranten. Tijdens de Synode van Dordrecht werd deze leer veroordeeld, waarop Van Baerle in 1619 als onderregent en hoogleraar werd ontslagen. Hij probeerde in zijn levensonderhoud te voorzien door privélessen te geven en gedichten te schrijven. Deze werden uitgegeven door de gelijkgezinde uitgever Basson.
Hij volgde een opleiding in de geneeskunde en promoveerde tot doctor in Caen. Hij bleef echter nog steeds wijsbegeerte in Leiden onderwijzen. In 1632 werd hij hoogleraar in de wijsbegeerte en welsprekendheid aan het kort daarvoor opgerichte Athenaeum Illustre te Amsterdam. Daar beoefende hij de redenaarskunst in het Latijn. Zijn redevoeringen werden vaak in druk uitgegeven.
Zijn poëzie-werken, in het bijzonder zijn Latijnse poëzie, stonden hoog aangeschreven. Hij maakte een verhandeling die het beroemde portret van cartograaf Willem Blaeu uit 1622 begeleidde. In 1622 vertaalde hij de beschrijvingen van Antonio De Herrera over de Antillen en in 1627 maakte hij de tekst voor een klein formaat atlas van Jodocus Hondius met 30 kaarten van Italië. In 1647 maakte hij een verzameling met talrijke belangrijke kaarten en platen over de gebieden in Brazilië van het Nederlandse koloniale imperium uit die tijd.
Zijn echtgenote Barbara Sayon overleed in 1635 en liet hem met 7 kinderen achter, onder wie vijf dochters.
Een voorbeeld van zijn toespraken stamt uit september 1638. Maria de' Medici bezocht de stad Amsterdam, en werd onthaald op een toespraak door Van Baerle. Al eerder gaf Van Baerle aan het Athenaeum Illustre, de voorloper van de Universiteit van Amsterdam, in 1632 zijn inaugurele rede getiteld "Mercator sapiens" (de wijze koopman), die ging over de relatie tussen wetenschap en koopmanschap. 

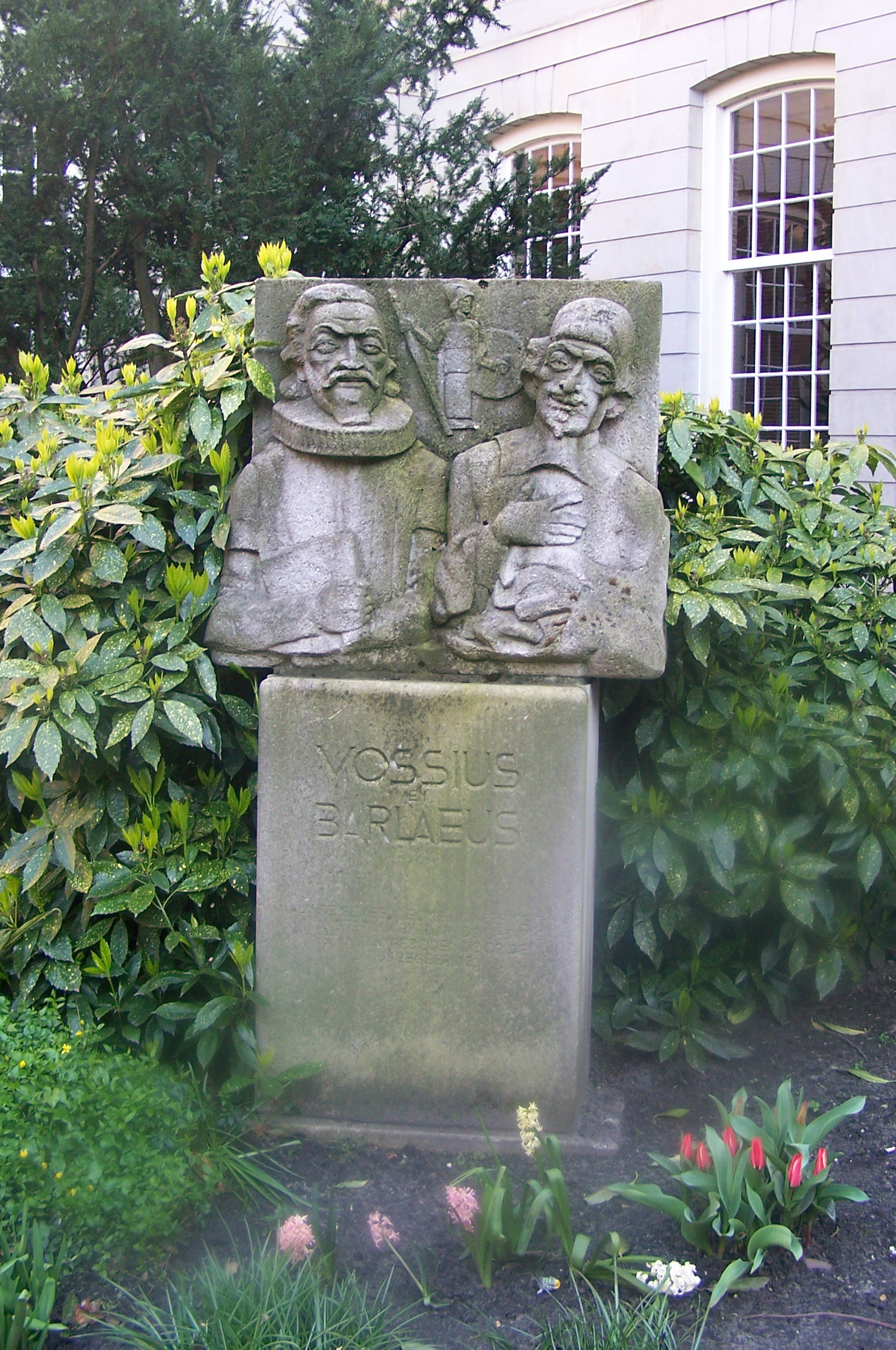
Relief van Vossius en Barlaeus bij de Universiteit van Amsterdam door Leendert Bolle in 1932.

Van Baerle was lid van de mythische Muiderkring. Hij was zeer bevriend met P.C. Hooft, Constantijn Huygens en later als weduwnaar met Maria Tesselschade Roemers Visscher. Men denkt dat deze vriendschap bekoelde en Barlaeus leed aan ernstige depressies en waanbeelden.
Het vermoeden bestaat dat hij zelfmoord pleegde door in een put te springen, omdat hij dacht dat hij van stro was, en in brand stond.
Barlaeus werd begraven in de Nieuwe Kerk op de Dam in Amsterdam. Het grafschrift werd geschreven door Joost van den Vondel en luidt:
Hier sluimert Baerle neffens Hooft.
Geen zerk hunn' glans noch vrientschap dooft.

## Werken van Barlaeus

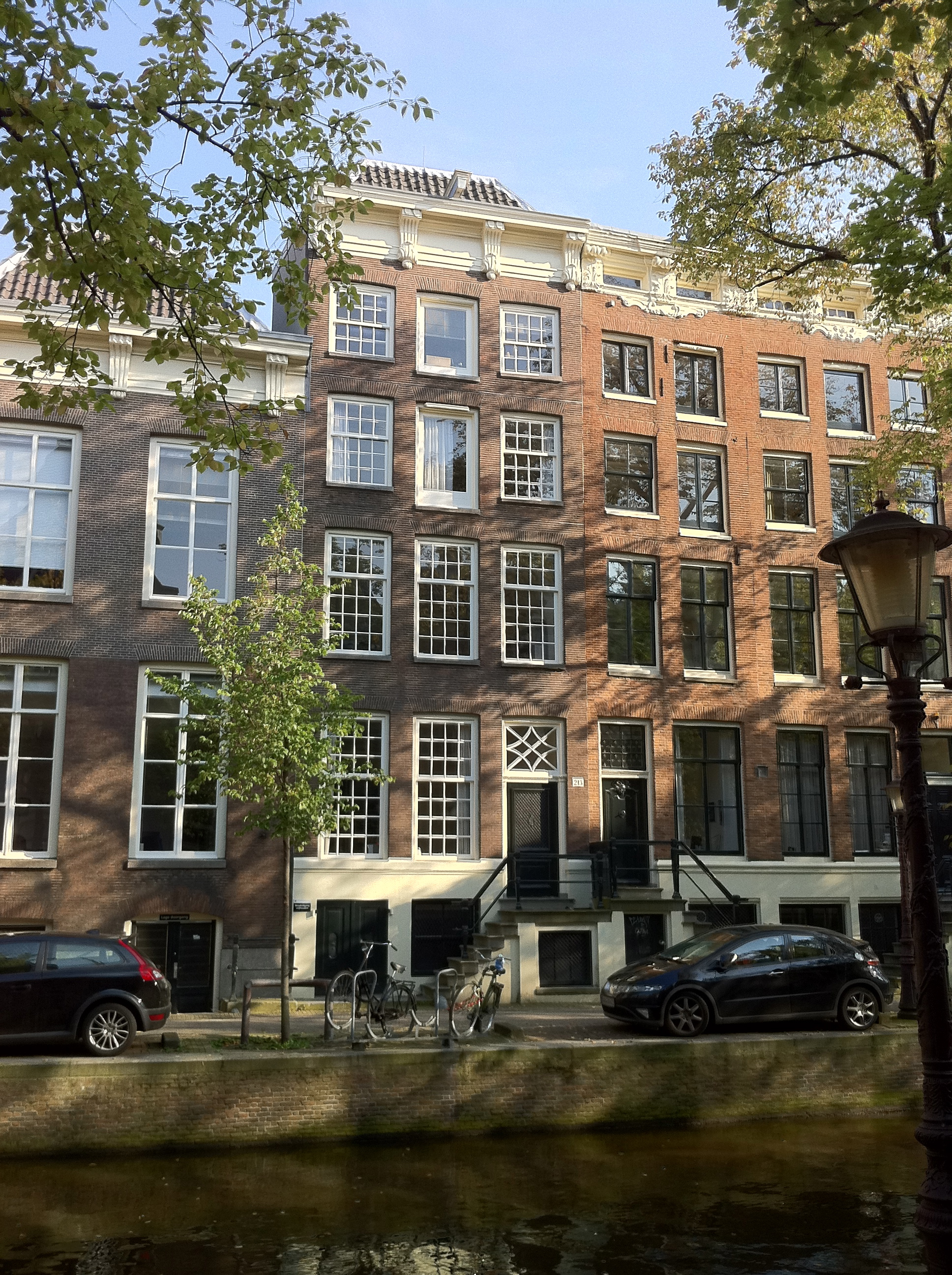
Oudezijds Achterburgwal 213, ooit het woonhuis van Barlaeus

- 1615 - Casparis Barlaei Bogermannus elegchomenos sive Examen epistolae dedicatoriae, quam suis ad pietatem Ord. Hollandiae notis praefixit Joh. Bogermannus : in quo etiam crimina a Matthaeo Slado impacta Erasmo Roterdamo diluuntur
- 1616 - Discovrs oft vertoogh van Caspar Barleus, onderregent van 't Collegie der Godtheyt tot Leyden. Waer in met een rechtveerdighe vrymoedicheyt van spreken bestraft worden de ondeugende raedtslaghen ende betrachtingen van sommmige theologanten ende predicanten onses vaderlandts
- 1616 - Dissertativncvla. In qua aliquot patriæ nostræ theologorum ac ecclesiastarum malesana consilia, et studia justa orationis libertate reprehenduntur
- 1617 - Epistola ecclesiastarvm, quos in Belgio remonstrantes vocant, ad exterarvm ecclesiarvm reformatos doctores, pastores, theologos: qua sententiam suam de prædestinatione ... exponunt ...
- 1618 - Clachte ende bede der remonstranten hier te lande, aen den hoogh gheboren, doorluchtighen prince van Oraengien, gouverneur van Hollandt, Zeelandt, &c
- 1619 - Vertroostinghe, aen de remonstrantsche kercken hier te lande ghesonden. Over het onrechtveerdigh bannissement van hare godslaighe, gheleerde ende ghetrouwe predicanten, op het Nationael Synode gheciteert
- 1619 - Vale houdende verclaringe, in wat voeghen de Sinodvs Nationael tot Dordrecht, den remonstranten afscheyt heeft ghegheven
- 1620 - Kort bewijs vanden verkeerden aerdt calumnien, nieuwe, ongerijmde seditieuse en grouwelijcke opiniem van Peter dv molin ghetoghen vyt sijn lest uytghegheuen boeck, ghenaemt Anatome arminianismi dat is Ontledinghe der arminiaensche leeringhe
- 1625 - Manes Avraici, sive in funus illustrissimi ac invictissimi principis D. Mavricii [...] epicedium
- 1625 - Ad illustrissimum principem Fredericum Henricum, principem Auraicum, comitem Nasssauiae : gratulatio panegyrica
- 1626 - Britannia triumphans, sive in inaugurationem serenissimi, potentissimi, invictissimique principis Caroli I dei gratia Magnae Britanniae, Franciae et Hiberniae regis, fidei defensoris, poemation
- 1628 - Hymnus ad Christum (Hymne op Christus)
- 1628 en later - Antverpiani poemata (gedichten)
- 1629 - Casparis Barlæi Sylvæ-Dvcis obsidio, perfecta potentissimorum federati Belgii ordinum auspiciis, cura & ductu illustriss. principis Frederici Henrici, arausionensium principis, comitis Nassoviæ, &c. Geldriæ, Hollandiæ, Zelandiæ, &c. gubernatoris, supremi exercitus federatarum provinciarum ducis, rerum maritimarum præfecti, equitis ordinis aureæ perisceldis. &c. Præcedit ad eundem principem panegyricus. Sequuntur alia ejusdem argumenti
- 1629 - Casparis Barlaei Hymnus in Christum dictus ... Lodovico XIII
- 1629 - Casparis Barlaei Argo Batava. Inscripta Virtuti, ac Fortunae, fortissimi, felicissimique Herois Petri Heinii, Classis, quae sub ductu & moderamine Societatis Indicae, Potentissimorum Ordinum Generalium, & Ill. Principis Auriaci auspiciis, ad occidentem militat, Praefecti
- 1630 - Send-brief ingestelt op de naem van me-vrouwe de princesse Amelia, als schrijvende aen haeren man Frederick Henrick, prince van Orangien, &c. te dier tijdt als hy hem voor 'sHertogen-Bosch al te seer waeghde. Eerst int Latijn beschreven door ... Caspar Barlævs ; ende nu int Nederlantsch uytgegeven
- 1630 - Epithalamivm in nuptias ornatissimi ... Michaelis Eversdiick ... et ... Elizabethæ Camerlingh
- 1631 - Casparis Barlaei Poematum editio nova, priore castigatior et altera parte auctior
- 1631 - Trophaevm Aravsionense; sive In interceptam ad Scaldis ostia [... Hispanorum classem, poëmation]
- 1632 - Casparis Barlæi Mercator sapiens, sive Oratio de conjungendis mercaturæ & philosophiæ studiis : habita in inaugurationem Illustris Amstelodamensium scholæe v. id. ian. CIƆ IƆ C XXXII
- 1632 - Casparis Barlæi Trivmphvs Federati Belgii, super debellatis ad Mosam urbibus, Venloa, Strala, Rvrmvnda, Traiecto, &c. pluribusque ad Scaldin victis castellis, Deo vindice, auspiciis Potentissimorum DD. Ordinum armis ac stupenda virtute Ill.mi. principis Frederici Henrici, Arausionensium principis, &c
- 1632 - Casparis Barlaei Athenaeum. Sive In Illustris Amstelodamensium Scholae inaugurationem poemation
- 1633 - Casparis Barlæi dissertatio, de bono principe, adversvs N. Machiavelli Florentini suasorias
- 1633 - Anti-Pvteanvs, sive Politico-catholicvs, stateram Puteani inducias expenditis, alterâ staterâ expendens
- 1633 - Tumulus potsimi serensimi invictsimique regis, Gustavi Adolphi, Dei gratia Suecorum Gothorum, Vandalorumque regis, magni principis Finnoniae, ducis Esthoniae Careliaeque, nec non Ingriae Livoniaeque domini, etc
- 1634 - Casparis Barlaei Venus Cimbrica, sive Nvptiae sermi. principis Christianielecti Daniae [etc. et [...] Magdalenae Sybillae [etc.]. Celebratae Hafniae Danorum XVI Sextil]
- 1638 - Medicea hospes
- 1647 - Rerum in Brasilia et alibi gestarum[2] (de prestaties in Brazilië van graaf Johan Maurits van Nassau-Siegen)
- 1651 - Verscheyde Nederduytsche gedichten
- 1643 - Faces augustae (Beroemde huwelijken)

## Nederlands gedicht
Als voorbeeld een gedicht op de naam van de stad Grol:
Al heeft de Stadt van Grol geen luyster in sijn Naem,
Nochtans soo krijght de Naem sijn luyster van de Faem:
De Faem krijght al haer glantz, en luyster van de daet:
De daed in ’s Konincks schand, en ’s Princen eer bestaet.
En die dan Grol gewint, door lofflijck krijchsgevecht,
Heeft loff, en nut, en danck aan sijnen naem gehecht.
Grol hierin heeft betrekking op Groenlo, vergelijk ook Grolsch.

## Naar hem vernoemd
Het Amsterdamse Barlaeus Gymnasium (gevestigd aan de Weteringschans) is naar Barlaeus genoemd, evenals de Amsterdamse Van Baerlestraat. Ook in Nieuwe-Tonge herinnert de Ds. Van Baerlestraat aan Barlaeus, die hier predikant was.